# 大隅良典
大隅良典（日语：／ Ōsumi Yoshinori，1945年2月9日—），日本分子細胞生物学家。現任東京科學大学前沿研究機構特聘教授、第6位東京大學特別榮譽教授等職。文化勳章表彰。文化功勞者。
大隅教授曾獲得京都獎、蓋爾德納國際獎及威利獎。2016年他因「對細胞自噬機制的發現」成為21世紀第2位諾貝爾生理學或醫學獎的單人得主。

## 主要成就
專長生物學，特別是分子生物學領域。最知名的成就，是闡明细胞自噬的分子機制和生理功能。由於相關論文被大量引用，因此名列湯森路透引文桂冠獎。2006年，日本學士院高度評價大隅的成就：「一貫正面致力於细胞自噬的分子機制的闡明，完全不跟風」，並授予他日本学士院獎。2012年再以極高評價獲得「諾貝爾獎的最後一哩路」京都獎（基礎科学部門）。2016年10月3日由于“在细胞自噬机制方面的发现”获得諾貝爾生理學或醫學獎。

## 生平

### 早年生活與教育
時值太平洋戰爭末期的1945年2月9日，大隅良典出生於日本福岡縣福岡市，其父為九州帝國大學教授，大隅良典則是家中四兄弟的老么。幼少時期，大量閱讀兄長贈送的自然科學讀物，其中又以八杉龍一的《動物的歷史》（生きものの歴史）、麥可·法拉第的《蠟燭的化學史》、三宅泰雄的《空氣的發現》（空気の発見）最令他感動，也啟發了對科學的興趣。
其後，大隅考入東京大學理科二類。起初他想在理學部學習化學，但又被教養學部新設置的基礎科學課程吸引，便轉變了方向，神原秀記與渡邊公綱成為他在基礎科學科的同級生。1967年從東大畢業，取得學士學位後，進入東大大學院理學系研究科繼續深造。由於受到蛋白質的生物合成研究吸引，他師從今堀和友教授。博士班時期，大隅其實是在京都大學大學院就學的，1972年結束東大博士課程（期滿退學），1974年取得東大理學博士學位，論文題目為《關於Korishin E3作用機制的研究》。

### 職業生涯
在恩師今堀和友的引介下，大隅遠渡美國，進入諾貝爾生理學或醫學獎得主傑拉爾德·埃德爾曼的研究室，在洛克菲勒大學擔任博士後研究員。當時，埃德爾曼的研究方向開始從免疫學轉向發育生物學，大隅也確立了畢生從事體外受精研究的方向。
其後，大隅響應的東大教授安樂泰宏的邀請返回日本。1977年至1986年間擔任東大理學部助手，1986年升任講師，1988年轉至教養學部擔任助理教授。1996年轉至岡崎國立共同研究機構設置的基礎生物學研究所，擔任教授。2004年擔任綜合研究大学院大学生命科學科兼任教授。2009年從綜研大退休，獲名譽教授稱號。同年擔任東京工業大学綜合研究院特聘教授。現在是東工大前沿研究機構特聘教授。
2016年諾貝爾獎揭曉後，大隅隨後在東京工業大學召開記者會，他對於自己獲獎感到十分光榮，並提到自己的興趣就是做別人不做的事，因為發現沒人做的事很快樂，他也期盼社會多關注基礎研究、展望未來，勿为「有用」一詞所侷限。
大隅從屬的學術團體包括：日本植物學會、日本植物生理學會、日本生化學會、日本分子細胞生物學會等。

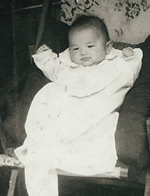
婴儿时期的大隅良典 (1945)
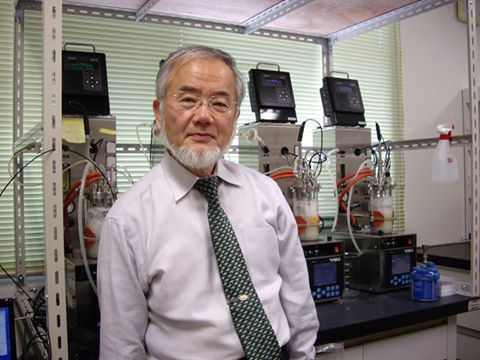
大隅在他的东京工业大学实验室
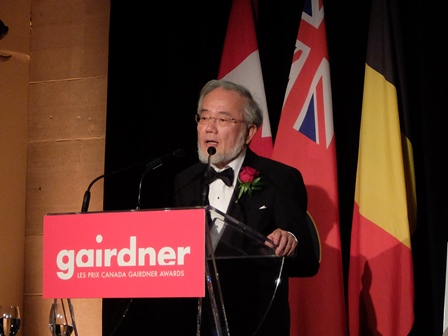
大隅在盖尔德纳国际奖典礼上演讲 (2015年10月29日在皇家安大略博物館)
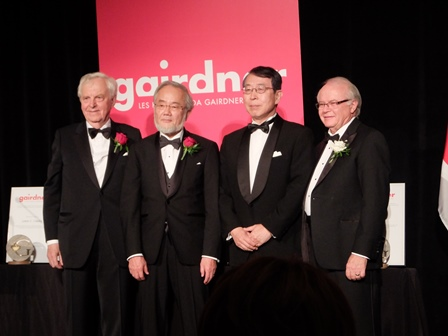
大隅良典与John Dirks（英语：John Dirks）、門司健次郎、D. Lorne Tyrrell（英语：D. Lorne Tyrrell）

## 榮譽

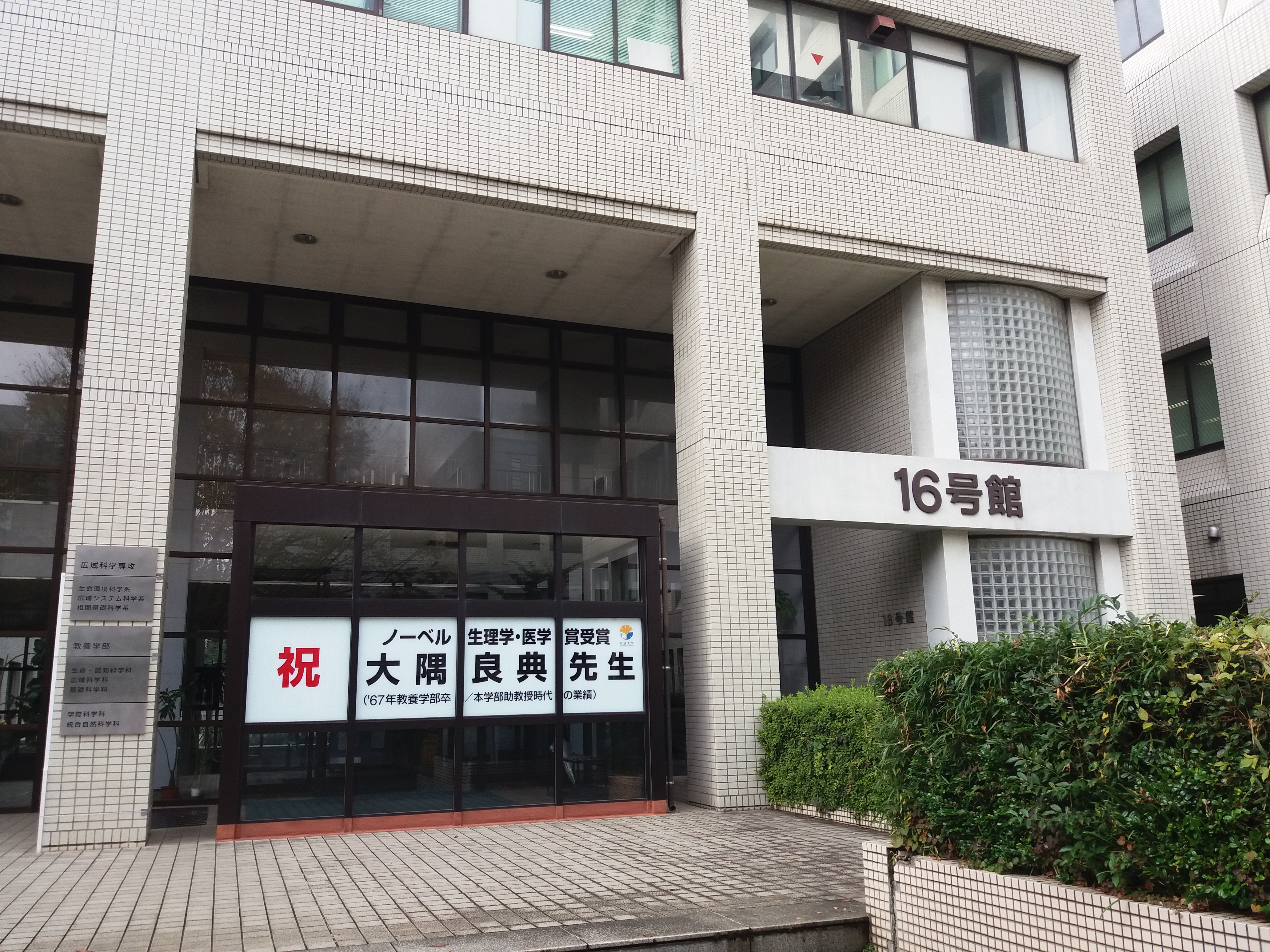
大隅的母校，東京大學教養學部，恭賀他榮獲諾貝爾獎。

- 2005年：藤原獎
- 2006年：日本学士院獎
- 2007年：日本植物学会学術獎
- 2008年：朝日獎
- 2012年：京都獎基礎科学部門
- 2013年：湯森路透引文桂冠獎
- 2015年：蓋爾德納國際獎
- 2015年：國際生物學獎（日语：国際生物学賞）
- 2015年：文化功勞者
- 2015年：贝时璋国际奖
- 2016年：威利獎
- 2016年：保罗·杨森奖
- 2016年：諾貝爾生理學或醫學獎[6]
- 2017年：生命科學突破獎

### 日本勋章奖章
- 文化勋章（2016年11月3日公布[18]）

## 軼事
鬍鬚是大隅良典的「註冊商標」，始於他的美國博士後生涯。
與水島家族的關係
大隅良典的博士導師今堀和友師從水島三一郎（1962年、1964年諾貝爾化學獎候選人），故大隅也是水島三一郎的再傳弟子。此外，水島三一郎的孫子水島昇曾是大隅的學生，並與大隅一同入選2013年湯森路透引文桂冠獎。

### 發言
大隅良典於2016年諾貝爾獎頒獎典禮後在斯德哥爾摩發表談話，提到：「在年輕世代中，被要求在極短期間就交出研究成果的情況，越來越嚴重。我希望打造出一方個人能盡情探究其志趣的科學淨土。」長期以來他對於「日本的科學正在空洞化」的警告，開始成為媒體焦點。

## 外部連結
- 研究者詳細画面 | 東京工業大学 STAR サーチ
- 東京工業大学 大隅研究室 （页面存档备份，存于）